# Walter Raechl
Walter Raechl (* 27. Februar 1902 in Ansbach; † 30. Dezember 1934 in Berchtesgaden) war ein deutscher Geograph und Bergsteiger.

## Leben
Raechl war ein Sohn des Oberstleutnants Anton Raechl und seiner Frau Frieda geb. Gscheidlen. 
1920 bestand er am Wilhelmsgymnasium München das Abitur. Er studierte an der Ludwig-Maximilians-Universität München Rechts- und Staatswissenschaften. 1921 wurde er im Corps Franconia München recipiert. Als Student kämpfte er in einem Freikorps gegen den Ruhraufstand und die Aufstände in Oberschlesien. Zum Wintersemester 1924/25 wechselte er an die Friedrich-Alexander-Universität Erlangen. Dort wurde er 1925 zum Dr. rer. pol. promoviert. Seiner Neigung folgend, schloss er im Wintersemester 1929/30 ein Geographiestudium an der TH München an. 1931 legte er das Lehramtsexamen für Wirtschaftswissenschaft und Geographie ab. Eine erste Anstellung erhielt er als Studienreferendar für Wirtschaftswissenschaften und Geographie an der städtischen Kaufmannsschule in München. Zugleich übernahm er einen Lehrauftrag für die Bayerische Landespolizei. 1934 wurde er Studienrat an der Münchener Handelsschule.
Als passionierter Bergsteiger war Raechl seit 1921 Mitglied des Akademischen Alpenvereins. Im Sommer nahm er mit den Alpinisten Willy Merkl und Fritz Bechtold an einer Expedition in den Kaukasus teil, bei der der Gruppe acht Erstbesteigungen gelangen. Er veröffentlichte Beiträge zu glaziologischen, photogrammetrischen und geographisch-morphologischen Fragen in den Hochalpen. Als Geograph nahm er an der Deutschen Nanga-Parbat-Expedition 1934 teil. Bald nach der Rückkehr von der Expedition stürzte er bei einer vergleichsweise einfachen Bergtour am Watzmann ab. Am folgenden Tag erlag er in Berchtesgaden seinen schweren Verletzungen. Seine letzte Ruhestätte fand er in Haslach bei Traunstein.